# Isodontia poeyi
Isodontia poeyi är en biart som beskrevs av Pate 1948. Isodontia poeyi ingår i släktet Isodontia och familjen grävsteklar. Inga underarter finns listade i Catalogue of Life.